# Омський нафтопереробний завод
Омський нафтопереробний завод — одне з найбільших підприємств нафтопереробки Росії, розташоване в місті Омську і належить компанії «Газпром нафта».

## Історія
Рішення про створення в Омську нафтопереробного заводу було прийнято в 1949 році, в 1955 році Омський нафтопереробний завод був введений в експлуатацію. За перший рік завод переробив 280 тис. тонн нафти, а асортимент нафтопродуктів було розширено до 4 найменувань. Перший директор Омського НПЗ — Олександр Малунцев.
У 1958 році на Омському НПЗ освоїли випуск мастильних матеріалів, у 1959 почалося виробництво бензину. У середині 70-х Омський НПЗ став найбільшим нафтопереробним заводом країни, переробивши 24 млн тонн нафти.
У 1995 році Омський нафтозавод увійшов до складу компанії «Сибірська нафтова компанія» («Сибнефть»), яка у 2006 була перейменована в «Газпром нафту».

## Виробничі характеристики

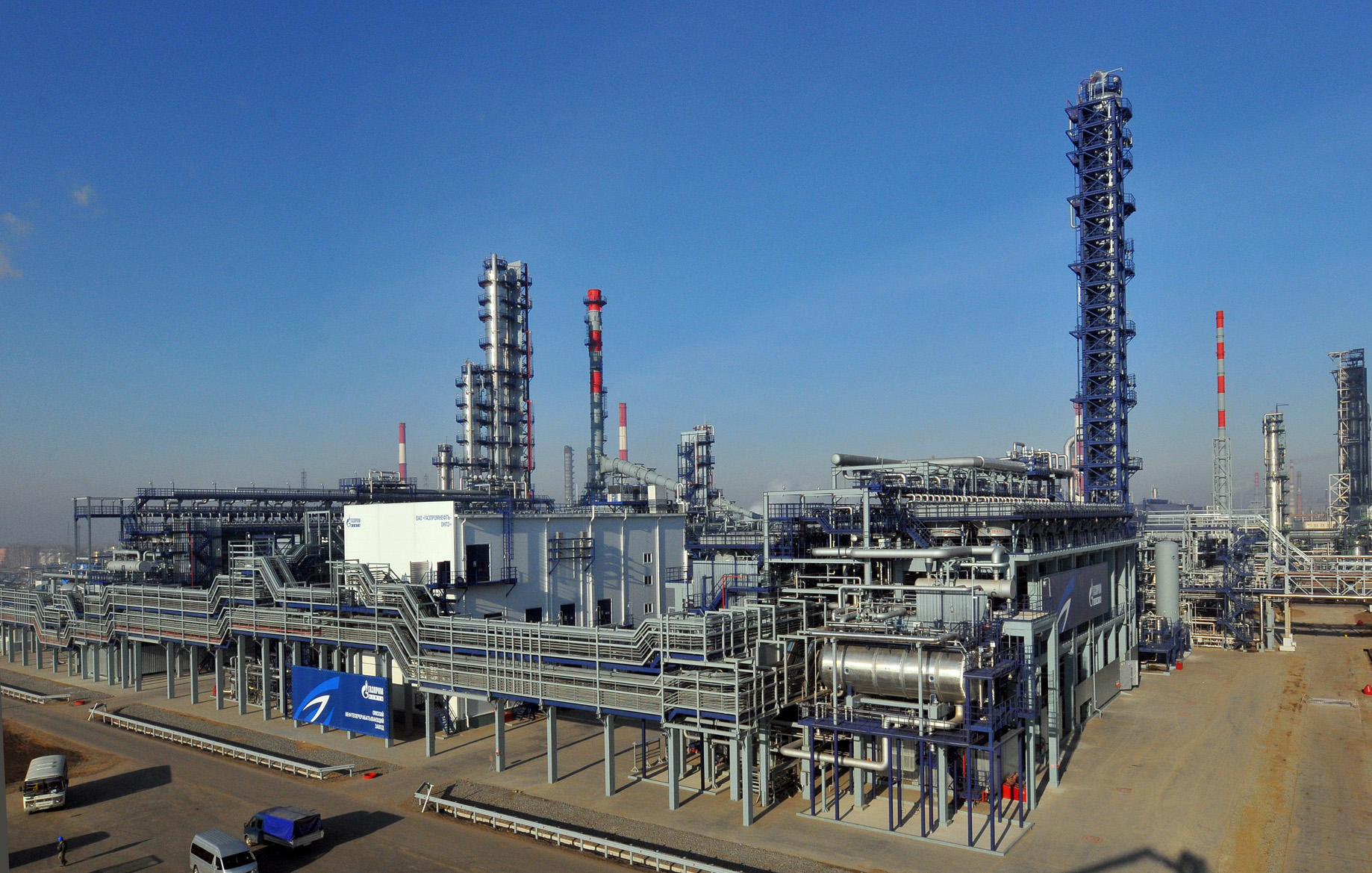
Установка ізомеризації Омського нафтозаводу

Загалом завод випускає близько 50 видів нафтопродуктів: високооктанові бензини, дизельне та суднове паливо, авіагас, бітум, побутовий газ, технічну сірку та іншу продукцію. Усі моторні палива, що випускаються Омським НПЗ, відповідають екологічному стандарту Євро-5.

## Генеральні директори
- з 5 вересня 2011 року — Олег Германович Белявський.[5]